# Nasra, Idlib
Nasra, Idlib (tiếng Ả Rập: الناصرة) là một ngôi làng Syria nằm ở Al-Janudiyah Nahiyah ở huyện Jisr al-Shughur, Idlib. Theo Cục Thống kê Trung ương Syria (CBS), Nasra, Idlib có dân số 128 người trong cuộc điều tra dân số năm 2004.